# Panerai

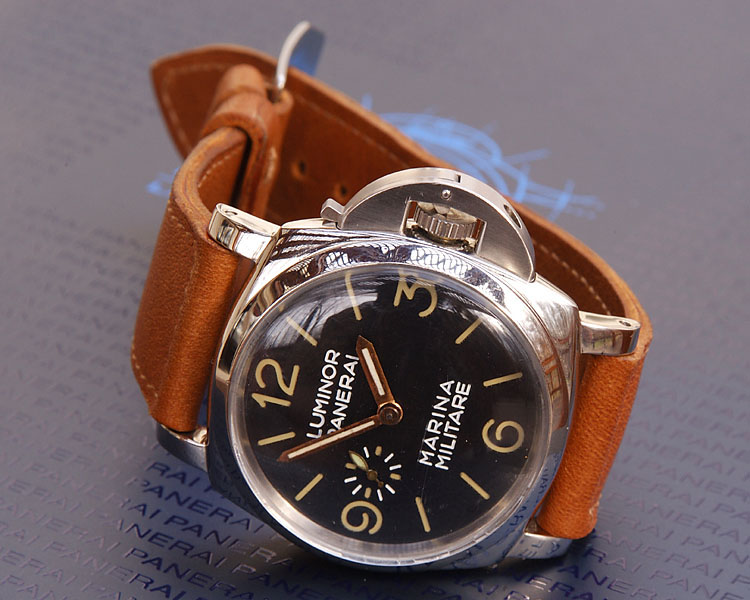
Panerai-horloge

Panerai is een Italiaans horlogemerk dat gespecialiseerd is in het maken van luxe horloges, die vaak een stoere en sportieve uitstraling hebben.
Horloges van Panerai zijn altijd opvallend groot en de tijdsmarkeringen zijn altijd grote Arabische cijfers. Panerai was sinds zijn oprichting in 1860 een klein en relatief obscuur merk, totdat oversized horloges na 2000 in de mode kwamen. Panerai groeide snel uit tot een van de marktleiders op het gebied van luxe horloges.

## Geschiedenis

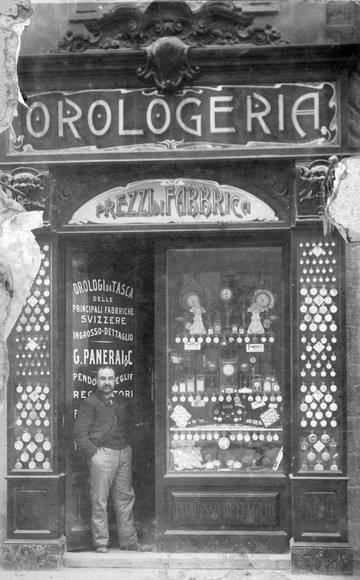
Giovanni Panerai voor zijn horlogewinkel in Florence in 1860

In 1860 opende Giovanni Panerai zijn eerste winkel in Florence, in een van de kleine panden aan de Ponte alle Grazie, die werden gebouwd als winkels voor ambachtslieden.
Guido, lid van de derde generatie van de familie Panerai, breidde de onderneming uit. Hij formeerde de eerste school voor horlogemakers in Florence en de adoptie van de naam “Orologeria Svizzera” onderstreepte zijn samenwerking met Zwitserse horlogehuizen.
Guido Panerai spitste zich toe op de productie van en het onderhoud aan instrumenten voor de optische en precisietechniek. Door deze specialisatie kreeg Officine Panerai het Italiaanse ministerie van Defensie en de Koninklijke Italiaanse Marine als klant.
Tot aan het einde van de Tweede Wereldoorlog werden vele instrumenten – ontworpen door Panerai en onderhevig aan militaire geheimhouding – geleverd aan diverse delen van de marine: calculators voor torpedolanceringen, zelfverlichtende instrumenten, geweervizieren voor gebruik ’s nachts, onderwaterkompassen en dieptemeters voor duikers.
In opdracht van de Italiaanse Marine ontwierp Guido’s zoon Giuseppe in 1936 het eerste prototype voor een duikhorloge voor de Marine, productie volgde in 1938. Het had een royale kast, metalen ringen voor de bevestiging van de horlogeband, een sterke waterdichte lederen band die lang genoeg was om het horloge over een duikerspak te dragen en een achterdeksel en kroon die dichtgeschroefd konden worden. De wijzerplaat bestond uit een bovenplaat waarin de cijfers en uurmarkeringen waren geperforeerd, een onderliggende plaat met tekens in reliëf en een laag met sterk lichtgevende verf van radium. Het lichtgevende effect van de wijzerplaat was voldoende voor gebruik in actie. De lichtgevende verf die door Panerai’s onderzoekers werd aangewend voor dit horloge was de inspiratie voor zijn naam “Radiomir”.
Om de functionaliteit en waterresistentie verder te verbeteren is een brug met een kroonsluitende hefboom toegevoegd, een detail dat een geregistreerd handelsmerk is van Panerai. Ook de naam van het horlogemodel met de hefboomconstructie was geïnspireerd door de bijzondere lichtgevende eigenschappen en kreeg de naam “Luminor”.
Panerai maakte horloges voor de Italiaanse en Egyptische Marine. In 1993 werd besloten de horloges ook op kleine schaal te produceren voor particuliere horlogeliefhebbers. 
In 2005 ontwikkelde en produceerde de firma een eigen manifattura-uurwerk.

## Modellen
Een Panerai-horloge is gemakkelijk te herkennen. Dit komt doordat het model altijd hetzelfde is, terwijl er talloze uitvoeringen en evoluties van datzelfde ontwerp zijn. Er zijn slechts twee modellen van Panerai op de markt, terwijl er honderden verschillende variaties van die modellen zijn.

### Panerai Luminor
De Luminor is een horloge met een kastdiameter van 47, 44, 42 of 40 mm met een ronde vorm en gepatenteerde kroonbescherming. Meestal heeft het horloge dik glas van saffier, een met Arabische cijfers geperforeerde wijzerplaat met daarachter een fluorescerende onderliggende plaat. Er zijn drie verschillende soorten Luminorkasten: de Luminor Marina (de historische kast), Luminor Submersible (met beweegbare duikring) en de Luminor 1950 (met bol glas).